# 海鮮なぶら市場

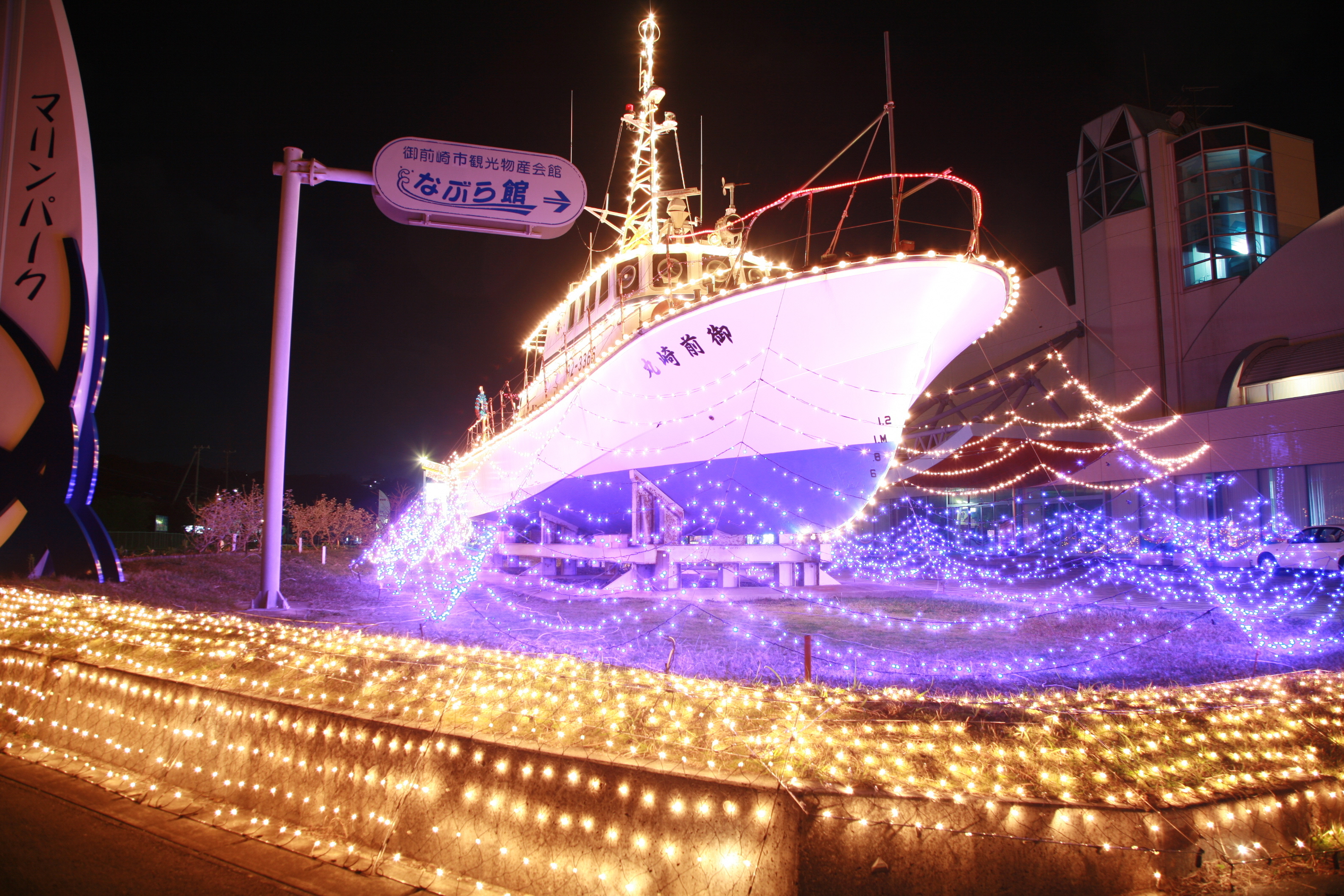
ライトアップされた御前崎丸

海鮮なぶら市場（かいせんなぶらいちば）は、静岡県御前崎市の観光施設。御前崎まちづくり株式会社によって運営されている。

## 概要

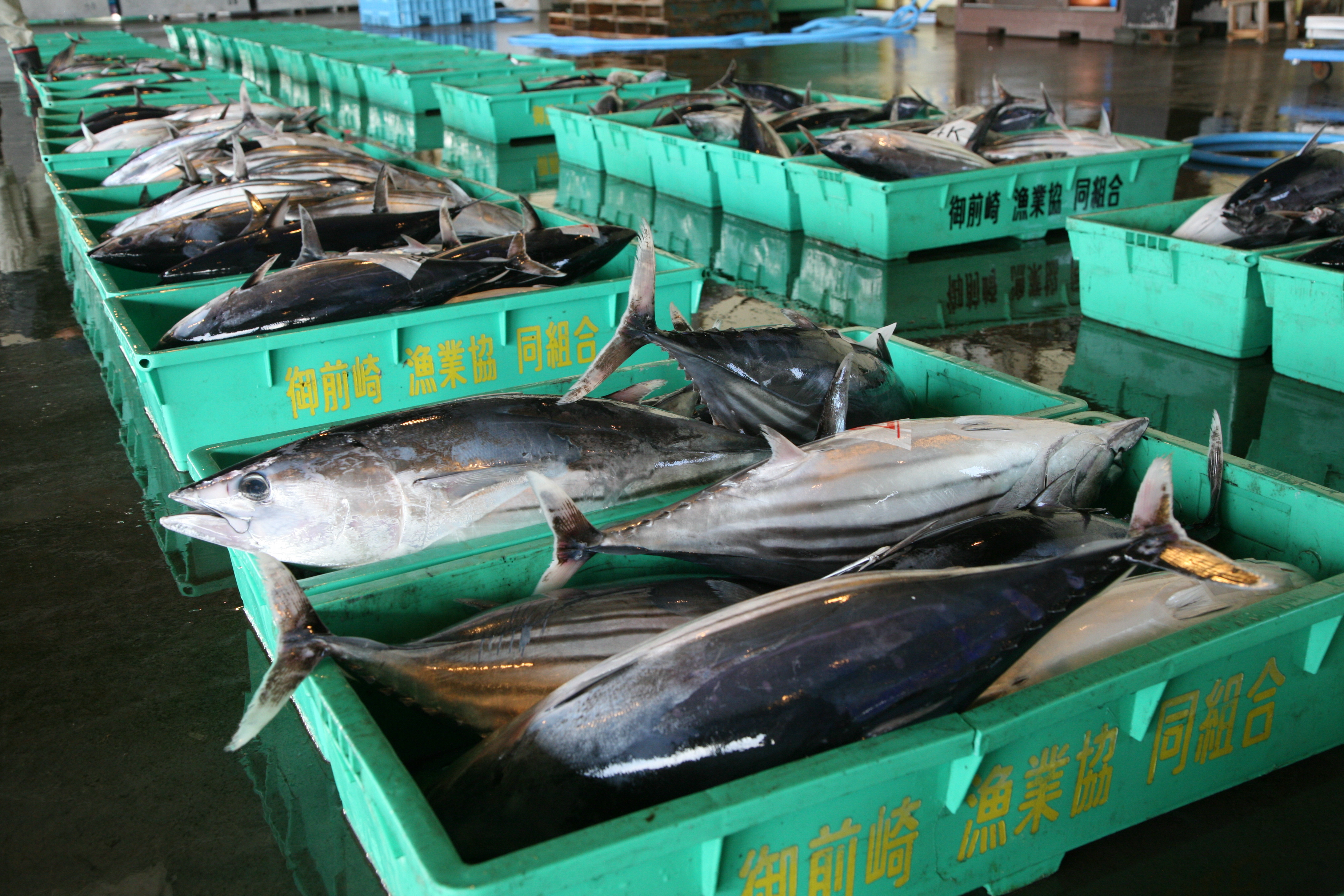
御前崎港で水揚げされたカツオ

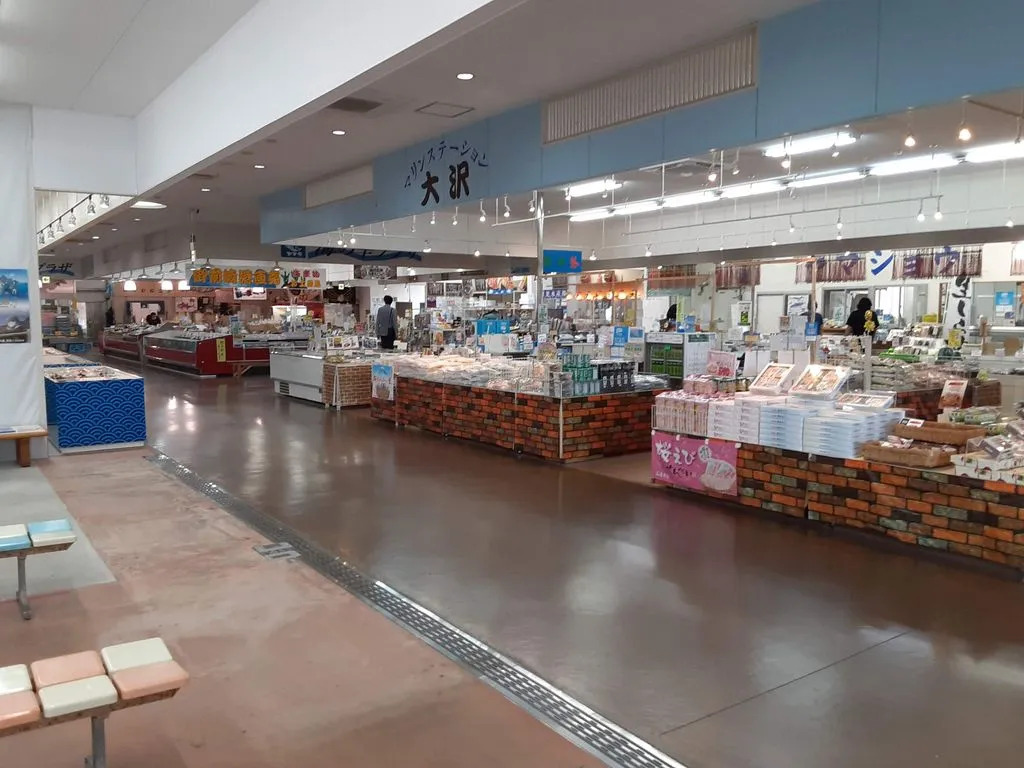
海遊館内

「なぶら」とは、カツオの群れ（魚群）の意味。地元では遠州弁と思っている人が多いが、東北から九州まで、かつお漁が行われる漁村で、漁師の符牒として用いられている言葉である。3人寄れば文殊の智慧がわくように、小さな村の企業でもなぶら（むれ）になれば大きな夢が叶うということから名付けられた。「なぶら」は「なむら」ともいい、「な」は「いさな（勇魚・鯨）」の「な」である。
海遊館（かいゆうかん）という鮮魚や海産物の加工品を扱う8つの店と、食遊館（しょくゆうかん）という食堂施設がある。前者は、文字通り取れたての魚が、市価より安く売られており、また、後者では、しらすアイス（シラス＝ちりめんじゃこが入ったアイスクリーム）などが売られ、なかなかの盛況である。しかし、町営の国民宿舎「おまえざき荘」と町内で最大だった御前崎サンホテルが相次いで廃業し、観光地としての、御前崎の地盤沈下が懸念されている。

## 沿革
1997年（平成9年）4月に開館。2015年（平成27年）8月に御前崎港一帯はみなとオアシスに登録していて、当施設は「みなとオアシス御前崎」を構成する施設の一つである。

## アクセス
- しずてつジャストライン浜岡営業所から御前崎海洋センター行きバス（1時間30分に1本）で約30分、「港入口」から徒歩10分
- 東名高速相良牧之原インターから約20km